# Bricherasio
Bricherasio is een gemeente in de Italiaanse provincie Turijn (regio Piëmont) en telt 4101 inwoners (31-12-2004). De oppervlakte bedraagt 22,6 km², de bevolkingsdichtheid is 181 inwoners per km².

## Demografie
Bricherasio telt ongeveer 1762 huishoudens. Het aantal inwoners steeg in de periode 1991-2001 met 2,5% volgens cijfers uit de tienjaarlijkse volkstellingen van ISTAT.
| Jaar | Inwoneraantal |
| ---- | ------------- |
| 1991 | 3921          |
| 2001 | 4020          |

## Geografie
Bricherasio grenst aan de volgende gemeenten: Angrogna, San Secondo di Pinerolo, Prarostino, Osasco, Garzigliana, Luserna San Giovanni, Cavour, Campiglione-Fenile, Bibiana.